# Rotunda de Mosta
Rotunda de Mosta (maltês : Ir-Rotunda tal-Mosta) comumente conhecida como Mosta Dome, é uma igreja paroquial católica romana e basílica em Mosta, Malta, dedicada à Assunção de Maria. Foi construída entre 1833 e 1860 segundo projetos neoclássicos de Giorgio Grognet de Vassé, no local de uma antiga igreja renascentista que foi construída por volta de 1614 segundo projetos de Tommaso Dingli.
O projeto da atual igreja é baseado no Panteão de Roma , tem a terceira maior cúpula sem suporte do mundo e é a maior e mais famosa igreja de Malta. 
O local é conhecido por conta de uma bomba que não explodiu. Durante a Segunda Guerra Mundial, em 9 de abril de 1942, uma bomba aérea alemã perfurou a cúpula e caiu na igreja durante a missa, mas não explodiu. Este acontecimento foi interpretado pelos malteses como um milagre.

## O Milagre da Bomba

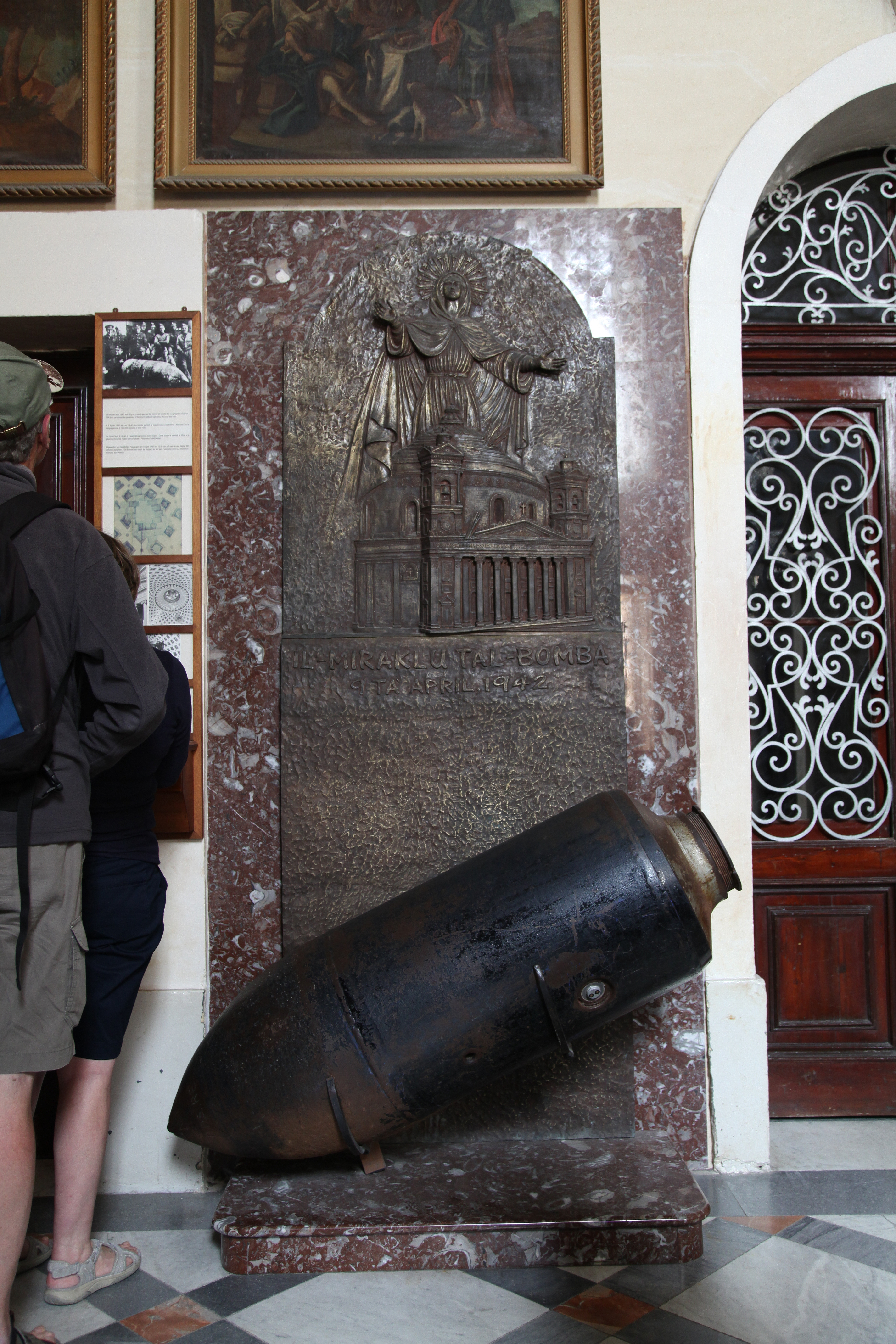
Réplica da bomba que perfurou a cúpula em 9 de abril de 1942.

Durante a Segunda Guerra Mundial, a cidade de Mosta foi propensa a bombardeios aéreos devido à sua proximidade com o campo de aviação da RAF Ta Kali. Por volta das 16h40 do dia 9 de abril de 1942, a Luftwaffe lançou três bombas sobre a igreja, e duas delas foram desviadas sem explodir. No entanto, uma bomba altamente explosiva de 50 kg (110 lb) perfurou a cúpula e entrou na igreja, onde uma congregação de 300 pessoas aguardava a missa do início da noite. A unidade de eliminação desativou-o e despejou-o no mar, na costa oeste de Malta. Este evento foi interpretado como um milagre pelos habitantes, e uma bomba semelhante está agora exposta na sacristia nos fundos da igreja, sob as palavras Il-Miraklu tal-Bomba, 9 ta' April 1942 (que significa "O Milagre da Bomba, 9 de abril de 1942").